# دوین آلمن
هاوارد دووِین آلمَن (به انگلیسی: Howard Duane Allman) (زادهٔ ۲۰ نوامبر ۱۹۴۶-درگذشتهٔ ۲۹ اکتبر ۱۹۷۱) نوازندهٔ گیتار اهل آمریکا و بنیانگذار گروه ساثرن راک آلمن برادرز بود. او بیشتر به‌خاطر حضور کوتاه اما موثرش در آلمن برادرز، مهارتش در بداهه‌نوازی و اجرای تکنیک اسلاید بر روی گیتار شناخته شده‌است.
آلمن پیش از آن‌که گروه خودش را داشته باشد به‌عنوان نوازندهٔ موقت برای افرادی هم‌چون کینگ کرتیس، آرتا فرانکلین، ویلسون پیکت و هربی مان ساز زده بود. او همچنین در آلبوم ۱۹۷۰ گروه بلوز-راک درک اند د دامینوس به‌نام لیلا و دیگر ترانه‌های درخور عاشقانه مشارکت زیادی داشت. در سال ۲۰۰۳ مجلهٔ رولینگ استون در رده‌بندی «۱۰۰ گیتاریست برتر همهٔ زمان‌ها» دوین آلمن را-پس از جیمی هندریکس-دومین گیتاریست برتر همهٔ دوران معرفی کرد. نوای ساز او (که بوسیلهٔ یک گیبسون لس پال و دو آمپلی‌فایر باس ۵۰ واتی مارشال ایجاد می‌شد) از سوی مجلهٔ گیتار پلیر به‌عنوان یکی از «بهترین صداهای گیتار همهٔ زمان‌ها» شناخته شده‌.
یک‌ماه پس از انتشار و موفقیت اولیهٔ آلبوم در فیلمور ایست، در ۲۹ اکتبر ۱۹۷۱، آلمن در حادثهٔ تصادف موتورسیکلتش با یک کامیون کشته شد. این حادثه زمانی رخ داد که او در دورهٔ فراغت از ضبط و برگزاری تورهای موسیقی در جاده‌ای در بخش غربی میکان در حال رانندگی با هارلی-دیویدسن اش بود.